# Nije bilo uzalud (1957.)
Nije bilo uzalud, hrvatski dugometražni film iz 1957. godine.